# Vitoša
Vitoša (bugarski: Витоша), drevni naziv: Scomius ili Scombrus, je planinski masiv, na periferiji Sofije, glavnog grada Bugarske.
Vitoša je jedan od simbola Sofije i najbliže mjestu za planinarenje, alpinizam i skijanje. Planina je lako dostupna. Vitoša ima obrise ogromne kupole. Područje planine uključuje Park prirode Vitoša, koji obuhvaća najpoznatije i najposjećenije dijelove planine. U podnožju Vitoše su mineralni izvori. 
Vitoša je najstariji park prirode na Balkanu. Planina je nastala kao rezultat vulkanske aktivnosti, te se nakon toga u obliku polaganih boranja od granitnih slojeva stijena postupno podizala na tom području. Duga je 19 km, a široka 17 km, najviša točka planine je na 2290 m, a 10 vrhova je preko 2000 m visine.

## Vanjske poveznice
|  | Zajednički poslužitelj ima još gradiva o temi Vitoša |